# 喵星人 (電影)
《喵星人》（英文：Meow），是2017年上映的香港科幻喜劇電影，由古天樂、馬麗、劉楚恬、黄星羱主演，由陳木勝導演、監製、陳慶嘉編劇，於2017年7月上映。

## 故事簡介
在遙遠的宇宙角落，有一個喵星存在，當中住有比地球人具更高文明的喵星人。數千年前，喵大王已不斷派喵使者到地球打探，希望為侵佔行動做準備，可惜多年來派出的使者都有去無回，計劃被迫擱置… 時至今日，喵大王決定重啟侵略大計，並揀選了全喵星最驍勇善戰的勇士西米魯，到地球作先頭部隊，可惜行程中遺失了能抵抗地球粒子的喵星神器，導致神力盡失，鋼條身型的西米魯淪為大肥貓身犀犀利，更在誤打誤撞間獲吳守龍（古天樂　飾）、吳太太周麗珠（馬麗　飾）、哥哥吳優才（黃星羱　飾）及妹妹吳優優（劉楚恬　飾）一家收養為寵物。犀犀利唯有委屈藏身吳宅，待尋回喵星神器後再啟動侵略！要侵略地球就要從破壞這個家庭開始，可是相處期間，一家人對犀犀利的真誠與愛，逐漸令犀犀利的戰意消磨掉。一天，喵星神器終於尋回，到底此刻，侵略地球大計會否依計行事？犀犀利又會否對吳家下毒手？

## 演員列表

### 主要演員
| 演員   | 角色   | 角色介紹                         |
| 古天樂 | 吴守龙 | 爸爸                             |
| 馬麗   | 周麗珠 | 妈妈 粵語版配音:吳君如           |
| 劉楚恬 | 吳優優 | 妹妹                             |
| 黄星羱 | 吳優才 | 哥哥                             |
| 阮兆祥 | 林先生 | 犀犀利的主人，吳守龍的老闆，客串 |
| 衛詩雅 | 李老師 | 吳守龍的崇拜者，吳優優學校的老師 |
| 楊詩敏 | 金老師 | 吳優優學校的老師                 |
| 楊心儀 | 周菲菲 | 吴優才的同學，客串               |
| 盧海鵬 | 討債人 | 財務公司討債人，客串             |
| 林子聰 |        |                                  |
| 馮勉恆 |        |                                  |
| 蔡一傑 | 騙子甲 | 騙子，客串                       |
| 蔡一智 | 騙子乙 | 騙子，客串                       |
| 蘇志威 | 高僧   | 騙子，客串                       |
| 吳嘉龍 | 醫生   |                                  |
| 李尚正 | 導演   |                                  |
| 盧覓雪 |        | 林先生的女朋友，只在照片中出現   |
| 鄧智堅 | 犀犀利 | 粵語版配音                       |
| 森美   |        | 旁白                             |

## 電影歌曲
| 曲別           | 歌名                   | 演唱者                             | 作詞           | 作曲   |
| 主題曲         | 我是喵星人             | 劉楚恬、黄星羱、中央少年廣播合唱團 | 葉聖濤、周潔穎 | 葉聖濤 |
| 片尾曲         | 星星看世界             | 陳偉霆                             | 甄健強         | 雷頌德 |
| 插曲           | 激光中（1994年Yeah版） | 楊心儀                             | 林振強         | 林慕德 |
| 宣傳曲、推廣曲 | 星空奇緣               | 張學友、楊心儀                     | 葉聖濤、吳夢知 | 葉聖濤 |

## 票房
中国大陆累计票房4476万人民币。

## 外部連結
- 香港影庫上《喵星人》的資料（繁體中文）
- 豆瓣电影上《喵星人》的資料 （简体中文）
- 时光网上《喵星人》的資料（简体中文）
- 互联网电影数据库（IMDb）上《喵星人》的资料（英文）